# Fodorkafenyő
A fodorkafenyő (Phyllocladus) a tűlevelűek (Pinopsida) osztályának fenyőalakúak (Pinales) rendjében a kőtiszafafélék (Podocarpaceae) családjának egyik nemzetsége öt-hat élő és hat kihalt fajjal. Mivel megjelenése markánsan különbözik a többi nemzetségétől, egyes szerzők önálló családként kezelik. A molekuláris genetikai vizsgálatok szerint ez az elkülönítés nem indokolt; a fodorkafenyő a Lepidothamnus testvérnemzetsége.
A fajok elkülönítése nem egyértelmű;
- a hegyi fodorkafenyőt (Phyllocladus alpinus) több szerző[2] is az egylevelű fodorkafenyő (tasmán fodorkafenyő, Phyllocladus aspleniifolius) alfajának tekinti;
- a hamvas fodorkafenyőt (Phyllocladus glaucus) csak szórványosan[3] tekintik önálló fajnak.

## Származása, elterjedése
A Fülöp-szigetektől Új-Zélandig, délen Tasmániáig terjedt el. Fajai ezelőtt mintegy 5–7 millió évvel váltak külön.

## Megjelenése, felépítése
10–30 m magasra növő fa. 
Jellegzetességei az állevelek (phyllocladium), amelyek valójában ellaposodott hajtások, de minden szempontból a levél funkcióját látják el. A redukált levelek csupán apró fogacskák e levélszerű hajtások szélein. A magoncnak az ősi állapot jeleként még tűlevelei vannak. A friss hajtások 2–3 évig maradnak zöldek, majd megbarnulnak és elfásodnak. Egy-egy állevél kb. 20 cm hosszú, és nagyjából 15, 1–3 cm-es levélkére tagolódik.
Toboztermései a többi kőtiszafaféléhez hasonlóan bogyószerűek.

## Fordítás
- Ez a szócikk részben vagy egészben  a   Phyllocladus című angol Wikipédia-szócikk ezen változatának fordításán alapul.  Az eredeti cikk szerkesztőit annak laptörténete sorolja fel. Ez a jelzés csupán a megfogalmazás eredetét és a szerzői jogokat jelzi, nem szolgál a cikkben szereplő információk forrásmegjelöléseként.